# Triphosa pallidivittata
Triphosa pallidivittata är en fjärilsart som beskrevs av Pieter Cornelius Tobias Snellen 1874. Triphosa pallidivittata ingår i släktet Triphosa och familjen mätare. Inga underarter finns listade i Catalogue of Life.